# NGC 1320

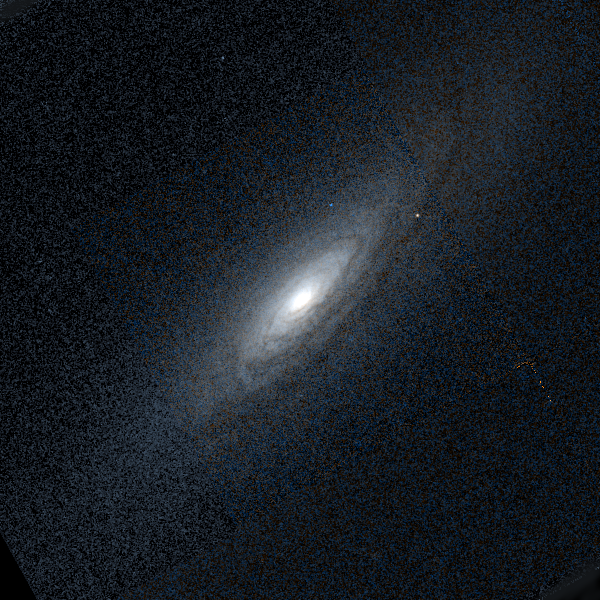
Image obtenue des données captées par le télescope spatial Hubble.

NGC 1320 est une galaxie spirale située dans la constellation de l'Éridan. Elle a été découverte par l'astronome germano-britannique William Herschel en 1784.

## Caractéristiques
Sa vitesse par rapport au fond diffus cosmologique est de 2 620 ± 15 km/s, ce qui correspond à une distance de Hubble de 38,6 ± 2,7 Mpc (∼126 millions d'al).
À ce jour, une mesure non basée sur le décalage vers le rouge (redshift) donne une distance d'environ 37,700 Mpc (∼123 millions d'al). Cette valeur est à l'intérieur des valeurs de la distance de Hubble.
La classe de luminosité de NGC 1320 est I et c'est une galaxie active de type Seyfert 2. NGC 1320 est une galaxie dont le noyau brille dans le domaine de l'ultraviolet. Elle est inscrite dans le catalogue de Markarian sous la cote Mrk 607 (MK 607).

## Trou noir supermassif
Selon les auteurs d'un article publié en 2002, la masse du trou noir central de NGC 1230 est de 1,51 x 107{\displaystyle M_{\odot }} (107,18{\displaystyle M_{\odot }}).  
Une étude  réalisée en 2007  auprès de 90 galaxies de type Seyfert 2 utilisant la dispersion des vitesses a permis d'estimer la masse des trous noirs supermassifs centraux de celles-ci. Pour NGC 1320, la masse du trou noir est égale à 15 × 106 {\displaystyle M_{\odot }} (107,18).
Selon une autre étude publiée en 2012 et basée sur la dispersion des vitesses de la région centrale de NGC 3982, la masse du trou noir central serait de 19,5 millions de {\displaystyle M_{\odot }}  (107,29).

## Supernova
La supernova SN 1994aa a été découverte dans NGC 1320 le 11 septembre 1994 par l'astronome (scotto-australien) Robert H. McNaught. Cette supernova était de type Ia.